# Cyrtopodion baturense
Cyrtopodion baturense är en ödla som beskrevs 1992 av Muhammad Sharif Khan och Baig. Arten ingår i släktet Cyrtopodion och familjen geckoödlor. Den är bara känd från ett fåtal insamlade specimen i ett området kring Pasu i Gilgit-Baltistan, i nordligaste Pakistan, på cirka 2500-3000 meters höjd.